# Гімназія № 14 Дрогобицької міської ради Львівської області

Чотириповерховий корпус зі сторони вулиці Грушевського.

Будівля у формі літери Н. Дві «стійки» та «перемичка» між ними.

Вид паралельно вулиці Грушевського в напрямку від центру до залізничного вокзалу. На задньому плані: Зліва — спортивний зал, прямо — фоє з кабінетами біології та фізики над ним, справа — навчальні кабінети на всіх чотирьох поверхах. На передньому плані зліва — баскетбольно-волейбольний майданчик.

Східний бік школи. Справа — чотириповерховий корпус, справа внизу — вхід в підвал, де приймали макулатуру від учнів, зліва — майстерні на першому поверсі та вчительська кімната на другому.

Подвір'я школи з напрямку вулиці Грушевського. Зліва — майстерні, справа — їдальня на першому поверсі та актовий зал на другому.

Подвір'я школи зі сторони центру міста. На передньому плані — площадка, на якій зазвичай проходили шкільні лінійки.

Футбольне поле з біговими доріжками. Справа — шкільна теплиця з приміщенням для інвентаря.

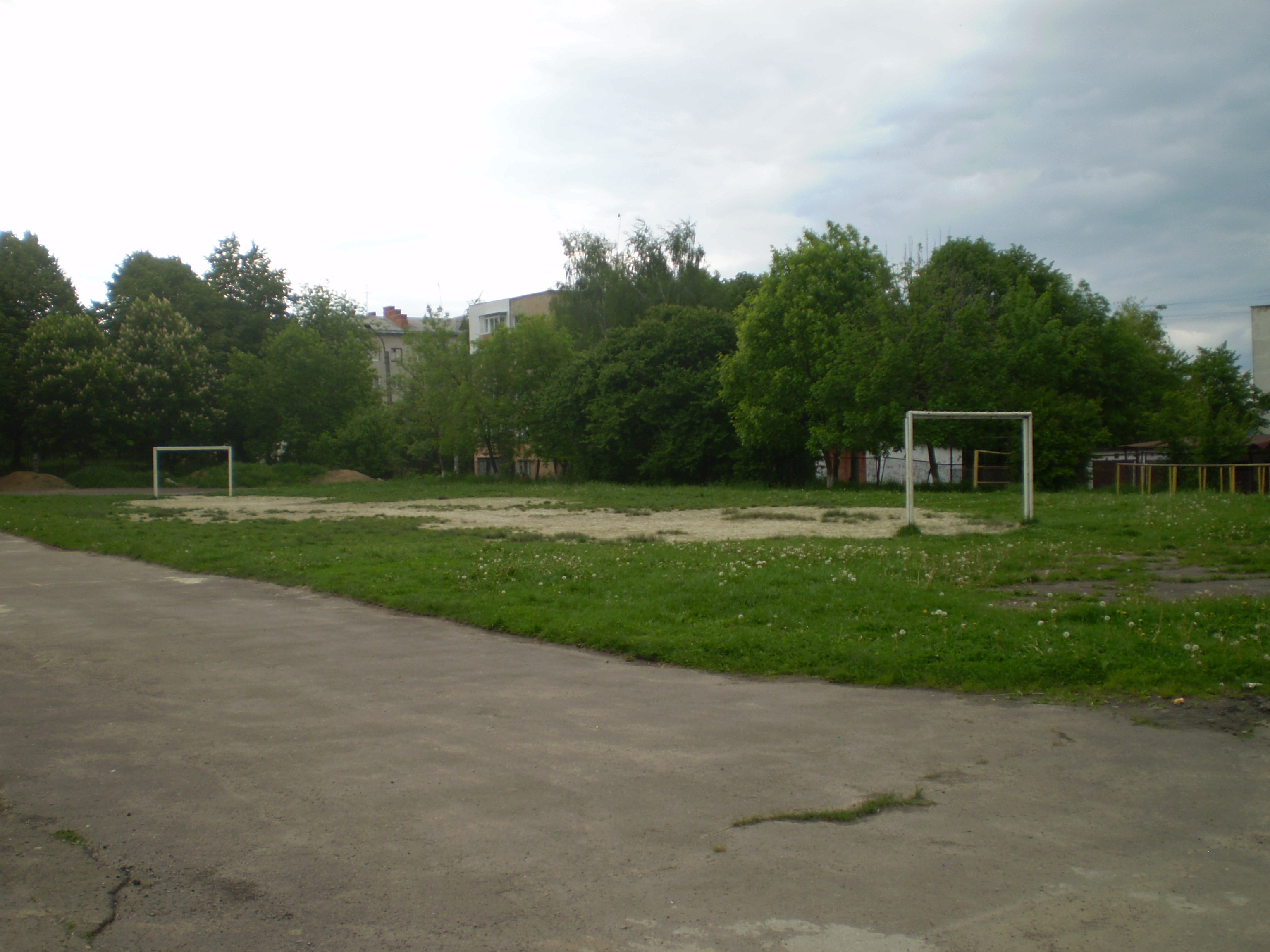
Футбольне поле з біговими доріжками навколо нього.

Шкільна теплиця. Сучасний стан.

Спортивний майданчик.

Теплиця. Вид зблизька.

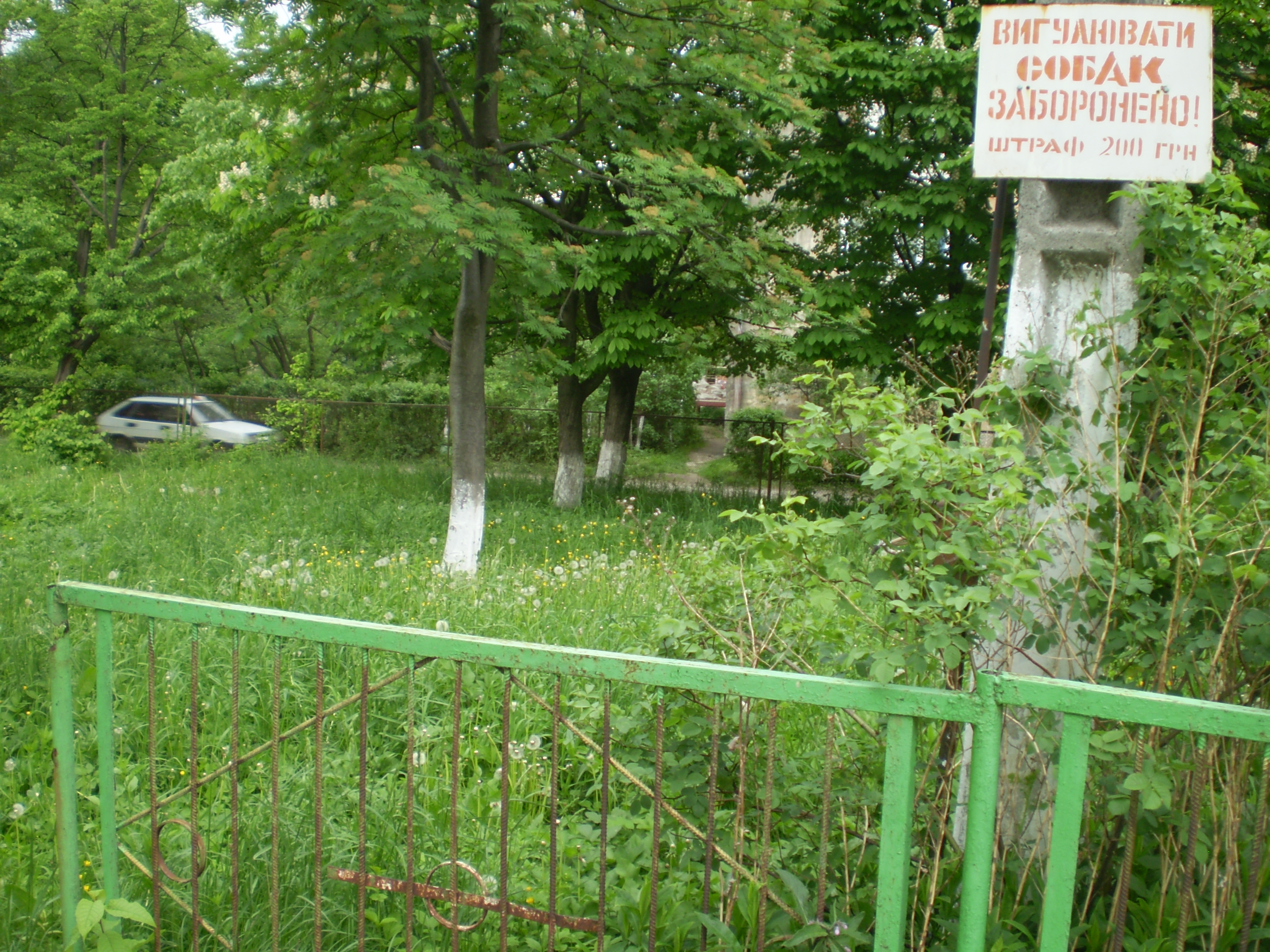
Місце, де колись був гідрометеорологічний майданчик.

Чотириповерховий корпус та зелені насадження, що підросли.

Гімназія № 14 Дрогобицької міської ради Львівської області, раніше Загальноосві́тня шко́ла І-ІІІ сту́пенів № 14 та сере́дня шко́ла № 14 — Середня загальноосвітня школа в Дрогобичі, Львівська область, Україна. Відкрита в 1973 році. Знаходиться за адресою: вулиця Грушевського, 87. 6 серпня 2019 року 54 сесія сьомого скликання Дрогобицької міської ради ухвалила рішення, згідно з яким Дрогобицький ліцей Дрогобицької міської ради Львівської області отримав приміщення ЗОШ № 14, а школу було реорганізовано в структурний підрозділ Гімназія № 14 Дрогобицького ліцею.

## Передісторія
Наприкінці 60-х — на початку 70-х років XX століття в Дрогобичі по вулиці Радянській (тепер Грушевського), паралельної їй Космонавтів (тепер Княгині Ольги) і дальше від них, в напрямку сучасної вулиці Володимира Великого, велося інтенсивне житлове будівництво. Як гриби після дощу, одна за одною виростали п'ятиповерхові «хрущовки», котрі заселялись сім'ями дрогобичан. Найближча до новобудов школа № 10, що знаходилась на вулиці Стрийській, просто не справлялась з масовим напливом учнів, хоча заняття й проводились у дві зміни. Мікрорайону необхідний був свій загальноосвітній заклад, тому на початку 70-х владою Дрогобича ухвалено рішення про спорудження в місті ще одної, 11-ї за рахунком школи. (Наприкінці 70-х і вона стане перевантаженою, в зв'язку з чим на тій же вулиці Радянській, лише на протилежній її стороні, ближче до залізничного вокзалу навпроти швейної фабрики «Зоря» в 1981 році постане середня школа № 16.)

## Історія будівництва
Будівництво нової школи велось швидкими темпами, хоча вже на початковому етапі виникла надзвичайна ситуація. При копанні котловану під майбутнє приміщення в землі було знайдено снаряди. Як виявилось, під час Другої світової війни на цьому місці розміщалась радянська артилерійська батарея, котра й залишила після себе вибухонебезпечні предмети. Довелося викликати саперів, які в екстреному порядку провели розмінування території. Після цього робота була продовжена й закінчена до початку 1973–1974-го навчального року. Навколо навчального закладу по периметру було проведено озеленення — висаджено молоді дерева та кущі.

## Архітектура
Будівля школи складається з трьох об'єднаних між собою прямокутних приміщень без будь-якого зовнішнього оздоблення, що характерне для масового будівництва тих років, коли головним вважалось не естетичне враження, а дешевизна і швидкість спорудження. При погляді зверху школа має вигляд літери Н, «стійки» якої паралельні вулиці Грушевського, а «перекладина» перпендикулярна їй. Одна з «стійок» цієї літери, ближче до вулиці, чотириповерхова (коли б не великі вікна для кращого освітлення класів, її можна сміливо прийняти за типову «хрущовку»), а інша «стійка» та перемичка між ними мають в висоту два поверхи.

### Внутрішнє розміщення
По центру зовнішнього боку двоповерхової «стійки», подальше від вуличного шуму, розташований головний вхід, над яким — кабінет хімії та музей. Зліва від входу на першому поверсі знаходилась шкільна їдальня, на другому — актовий зал та бібліотека, а все праве крило займав спортивний зал. З головного входу прямо можна було потрапити до вестибюля, що займав праву частину першого поверху «перемички» й де зберігались на вішалках верхній одяг та змінне взуття учнів (підлога майже всюди паркетна) і дальше, до чотириповерхової «стійки». Ця «стійка» по обидва боки від «перемички» має сходи, що ведуть з першого на четвертий поверх будівлі. Ліву частину першого поверху «перемички» зайняли кабінети трудового навчання для хлопців з токарними верстатами для обробки дерева та металу. З головного входу наліво розташовані сходи на другий поверх, звідки можна потрапити направо — до кабінету хімії, наліво — до актового залу та коридором прямо — до вчительської кімнати і кабінетів біології й фізики, дальше — до першої «стійки» на другому поверсі.

## Історія школи
Початком відліку історії можна вважати 1 вересня 1973 року, коли середня школа, яка отримала № 14, розпочала свій перший навчальний рік. Це не значить, що з початку її будівництва в місті було відкрито ще три школи, просто так вже склалося, що загальноосвітніх закладів з номерами 6, 7 та 11 у Дрогобичі немає, зате вони, а тепер ще й 18-та, є в сусідньому Стебнику. З того дня розпочався її офіційний внесок в історію міста.

### У радянські часи
Основну масу учнів було переведено з десятої школи, хоча частина прийшла й з інших. Особливістю традиційної урочистої лінійки 1 вересня 1973 року в 14-й було те, що першокласники на неї йшли тримаючись за руки не з десятикласниками, а з учнями дев'ятих класів. Причина в тому, що школа № 10 була «восьмирічкою», ось її випускники й перейшли для здобуття середньої освіти в чотирнадцяту, а десятих класів того року взагалі не було. І вони ж через рік знову вели дітей «перший раз в перший клас», тепер вже як десятикласники. Першим директором став історик по професії Камха Ісак Захарович (згодом виїхав з країни і, за одними даними — помер, за іншими — тепер проживає в США). Разом з ним прийшов колектив вчителів, сплав молодості та досвіду. Наприклад, ще одним істориком була досвідчена Жубрид Тамара Григорівна, а викладач російської мови і літератури Белькевич Людмила Володимирівна (рос. Белькевич Людмила Владимировна) зразу після закінчення інституту до приходу в школу лише пару років по комсомольській путівці попрацювала в Монголії.
Хоча зовні будівля виглядала непрезентабельно, зате оснащена школа була по останньому слову тогочасної науки й техніки. Наприклад, до кожного столу в кабінеті хімії (викладач Возняк Звенислава Іванівна) подавалась вода та природний газ, що дозволяло проводити досліди не тільки вчителю, але й всім учням. Так само в кабінеті фізики (викладачі Іванов Віктор Іванович та Грицай Валентина Іванівна) школярі могли на лабораторних роботах самостійно складати електричні схеми, використовуючи підведене до кожного робочого місця живлення змінним струмом. При вивченні біології (Садовець Марія Григорівна) на подвір'ї до послуг була теплиця з розкішними трояндами та іншими рослинами, а для географії (Гаран Антоніна Миколаївна, Шевчик Стефанія Федорівна) — гідрометеорологічний майданчик. В кабінеті початкової військової підготовки (викладач, або «воєнрук» Репило Євген Миронович) зберігались протигази, дозиметри, комплекти хімічного захисту (рос. Общевойсковой защитный костюм, так звані ОЗК), а в спеціальній кімнаті під охороною сигналізації — справжні бойові автомати Калашникова, лише зі спиленими бойками, які використовувались в навчальному процесі. Діяв шкільний радіовузол. Існував селекторний зв'язок між кабінетом директора на першому поверсі та класами. Для уроків фізичної культури, крім вбудованого спортивного залу, біля корпусу було міні-футбольне поле з біговими доріжками навколо нього, баскетбольно-волейбольний майданчик та турніки. Школа мала кілька відеомагнітофонів, а майже в кожному кабінеті — телевізори, до котрих їх можна було приєднати. Було декілька кінопроєкторів, за допомогою яких учні мали змогу на уроках переглядати навчальні науково-популярні фільми, а в актовому залі в суботу після занять — й художні. Учнів молодших класів приймали в жовтенята. Для старших в загальноосвітньому закладі діяли піонерська, комсомольська та партійна (вчительська) організації. Піонерській дружині було присвоєно ім'я капітана Калініна, артилерійська батарея під командуванням котрого і стояла на місці сучасної будівлі школи. Для занять музикою придбали комплекти для оркестру народних інструментів, духового та сопілкарів. Крім того, горністи й барабанщики додатково ходили на навчання в міський Палац піонерів. Якщо хлопці мали майстерню, за допомогою якої по закінченні школи отримували професію токар 1-2 розряду, то до послуг дівчат були кабінет ручної праці з швейними машинками, де вони навчались ведення домашнього господарства, та кабінет машинопису, де здобували професію секретар-друкарки. Школа мала хороших спонсорів, або, як в той час говорили, «шефів», одним з яких була швейна фабрика «Зоря», що допомагали й коштами, і матеріалами. А заклад освіти віддячував їм за це виступами своїх самодіяльних колективів на різні свята, часто прямо на виробництві, в цехах. Були й інші способи поповнення каси. Крім класичних збору макулатури і металобрухту, хлопці в майстернях виготовляли на замовлення дерев'яну тару для плодоконсервного заводу й точили металічні деталі для автокранового, а дівчата передруковували різні документи. Крім того, кожного року в приміщенні міського Будинку культури (тепер — Народний дім «Просвіта») проходив батьківський концерт, а гроші, отримані за білети на нього, йшли в шкільний фонд. Показати ж було що: виступи декламаторів, вокально-інструментальний ансамбль, бальні танці (яких учнів навчала Утка Луїза Константинівна) в різних вікових групах, хоровий спів, оркестри народних інструментів, духовий, сопілкарів під керівництвом вчителя музики Бервецького Зеновія Тимофійовича (донедавна директор музею «Дрогобиччина»). А відчувати прекрасне очима й пробувати передати його на папері дітей навчав викладач малювання Коцур Юрій Юрійович. Та не лише здобуттям знань та вмінь жив заклад. Традиційно кожного року проходило святкування зустрічі Нового року. У школі працював клуб інтернаціональної дружби, на запрошення котрого під час канікул приїздили делегації з навчальних закладів інших республік Радянського Союзу. Та й самі учні часто їздили на екскурсії по Україні та за її межами. Проводились спортивні змагання на першість школи між класами. Проходили зустрічі з різними цікавими людьми: письменниками, поетами, ветеранами Другої світової війни. Працювали різноманітні безплатні гуртки. В окремому кабінеті поряд з хімічним знаходився музей бойової та трудової слави, екскурсоводи якого на основі наявних матеріалів розказували про місто, його історію й сьогодення, а одним з експонатів був знешкоджений під час будівництва снаряд з котловану.
Все це в комплексі дозволило чотирнадцятій школі в короткий термін стати в один ряд з найкращими навчальними закладами Дрогобича, якими на той час вважалися 1-ша та 4-та, а в дечому, завдяки кращому оснащенню, й перевершити їх досягнення. За деякий час в підвальному приміщенні під спортивним залом власними силами збудовано тир, де учні могли здобути практичні навички стрільби по мішенях за допомогою малокаліберних гвинтівок марки ТОЗ Тульського збройового заводу. За виступ з концертом в одній з військових частин по розпорядженню міністра оборони Гречко школі передали списаний автобус «черевичок», призначений вже до відправки на військовий полігон як рухома мішень, який потім ще не один рік прослужив вірою і правдою, перевозячи музичні інструменти, звукові колонки та інший інвентар. Під час літніх канікул для відпочинку бажаючих учнів при загальноосвітньому закладі працював піонерський табір, в якому школярів годували в шкільній їдальні і водили (а інколи й возили вищезгаданим автобусом) на ознайомлювальні екскурсії на природу та по навколишнім підприємствам. В 1983 році 14-та нарешті отримала перших випускників, які пройшли навчання в школі повністю, з першого по десятий клас.

### В незалежній Україні
Невблаганний час не пошкодував зовнішній вигляд чотирнадцятої. Приміщення вже не мають того блискучого вигляду, як у 1973-му та в перші роки після нього. Розпад СРСР та перехід України до ринкових відносин не найкращим чином позначилось на стані дрогобицьких навчальних закладів в цілому та загальноосвітньої школи І-ІІІ ступенів № 14 зокрема. Молодь не рветься здобувати й передавати знання дітям. Причина цього — в державному фінансуванні освіти за залишковим принципом, коли коштів ледве вистарчає на зарплату вчителям (і то далеку від оплати праці навіть в сусідніх країнах), яку ще й неодноразово затримують, та деякі першочергові потреби, але аж ніяк не на такий «предмет розкоші», як, наприклад, шкільна теплиця, яка зараз стоїть без єдиного скла. В приміщенні при ній, де раніше зберігались добрива та с/г інструменти, деякий час працював комп'ютерний клуб.
Державною швейною фірмою «Зоря» тепер володіє спільне українсько-польсько-італійське підприємство ТзОВ «Лаура» (Львів), власникам якого мало діла до спонсорства. Завод автомобільних кранів також не дає замовлень — керівництву своїх працівників нема дуже чим зайняти. Якщо раніше, за радянської влади, за його продукцією стояла черга, ще на початках незалежності в 1992 році з конвеєра зійшло 2126 автокранів, то в 2011 році випущено всього 60 штук. Не треба дерев'яної тари плодоконсервному. Українська армія сама потребує значної фінансової допомоги для модернізації парку машин. Металобрухт, а часто й цілком придатні каналізаційні люки та решітки здають на пункти прийому вторинної сировини безробітні, щоб мати за що прогодувати сім'ю. На потреби навчального закладу залишаються лише кошти від збору учнями макулатури та батьківські гривні.
А от каштани, липки, дубки, акації та інші дерева за минулі роки підросли, скоро доженуть в висоту дах четвертого поверху й майже повністю закривають корпус зі сторони вулиці Грушевського.
Представлений загальноосвітній заклад у сучасному віртуальному просторі. В інтернеті існує неофіційний сайт школи.
На першості з футболу 2012 року серед шкіл міста Дрогобича, що проходив з 3 по 23 жовтня, збірна команда ЗОШ № 14 виборола перше місце, перемігши у фінальному матчі колектив ЗОШ № 17. Найкращим гравцем турніру визнано учня 11 класу школи Олега Хомина.
В таких умовах загальноосвітня школа І-ІІІ ступенів № 14, колишніх вчителів та випускників якої доля розкидала по всьому світу, готується в 2013 році урочисто зустріти своє 40-річчя.

## Директори школи
- Камха Ісак Захарович;
- Чапля Богдан Михайлович пом.;
- Багрій Тарас Зеновійович (від 1991 р.);
- Мадай Богдан Степанович.
- Коник — Осадча Людмила Ярославівна[6]

## Викладачі школи
| Предмет                        | Учитель |
| ------------------------------ | --- |
| Англійська мова та література  | Болонна Зінаїда Михайлівна |
| Біологія                       | Садовець Марія Григорівна, Тарахомин Марія Михайлівна |
| Географія                      | Гаран Антоніна Миколаївна (нар. 17.06.1932 — пом. 19.12.2014), Шевчик Стефанія Федорівна (нар. 02.01.1942 — пом. 12.09.2020) , Євенко Володимир Іванович |
| Історія та суспільствознавство | Жубрид Тамара Григорівна, Камха Ісак Захарович, Татарчук Олександр Іванович                                                                              |
| Малювання                      | Коцур Юрій Юрійович |
| Математика                     | Батюк Марія Михайлівна, Кріпак Надія Григорівна |
| Музика                         | Бервецький Зеновій Тимофійович, Потуляк Марія Теодорівна†                                                                                                |
| Початкова військова підготовка | Репило Євген Миронович |
| Початкові класи                | Стецевич Неля Петрівна, Кучер Варвара Михайлівна |
| Російська мова та література   | Белькевич Людмила Володимирівна, Квик Катерина Михайлівна                                                                                                |
| Фізика                         | Грицай Валентина Іванівна, Іванов Віктор Васильовичпом.                                                                                                  |
| Хімія                          | Возняк Звенислава Іванівна, Орищак Надія Богданівна |
| Трудове навчання               | Паньків Дарія О. |
| Українська мова та література  | Дунець Оксана Михайлівна, Смачна Стефанія Володимирівна                                                                                                  |
| Інформатика                    | Губицька Л. С. |
| Фізкультура                    | Долганюк Ірина Антонівна |

## Світлини

Колишній Будинок культури ім. І. Франка, в приміщенні якого проходили батьківські концерти (тепер — Народний дім «Просвіта»).
Колишня сецесійна вілла Раймунда Яроша, згодом — міський Палац піонерів, де навчали горністів та барабанщиків зі всіх шкіл Дрогобича. Тепер — власність педуніверситету[7].
Церква Успіння Пресвятої Богородиці (Дрогобич). Сповідь учнів 3-х класів Дрогобицької загальноосвітньої школи І-ІІІ ступенів № 14. Травень 2012 року.
Швейна фабрика «Зоря», один з «шефів» школи, в цехах котрої неодноразово виступали творчі колективи 14-ї.

## Персоналії
Відомі учні школи
- Олег Ушневич — Герой України та боєць Небесної сотні. Деякий час навчався у школі.
- Ігор Дідач — український військовик, учасник війни на сході України, кавалер ордену «За мужність». Деякий час навчався у школі.